# Jakiové
Jakiové nebo též Yaquiové (vlastní název Yoema "lidé") jsou etnická skupina severoamerických indiánů, obývající jihozápad Spojených států a sever mexického státu Sonora. Do obecného povědomí se dostali hlavně prostřednictvím kontroverzní série knih Carlose Castanedy o jakijském šamanovi donu Juanu Matusovi.

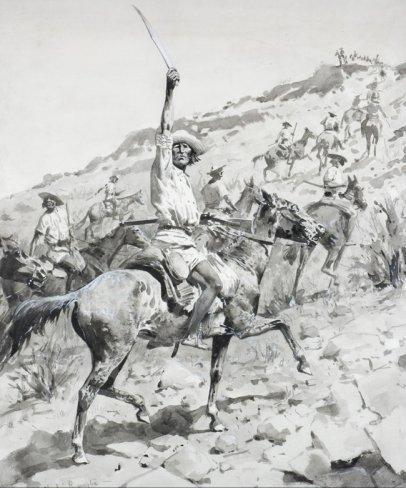
Jakijský bojovník, 1896

## Historie
Jakiové tradičně obývají oblast údolí řeky Rio Yaqui na severu mexického státu Sonora při pobřeží Kalifornského zálivu. Zasahují i do sousedního mexického státu Sinaloa a na jih Spojených států, kde žijí v jižní Arizoně. Celkem žije v Mexiku asi 15.000 a v USA asi 1.200 Jakiů.
Jakiové jsou pokládáni za autochtonní v oblasti Sonory. Hovoří jazykem z juto-aztécké jazykové rodiny, pokládaným za dialekt jazyka Cahita. Jazykově jsou spřízněni se sousedními Papagy a Pimy i jižněji žijícími Ópaty a Tarahumary.
Jakiové tvořili poměrně malou, ale bojovnou skupinu. Podle dochovaných příběhů válčili jak se svými příbuznými Papagy a Pimy, tak s Apači, pronikajícími na jejich území od 15. století.
K prvním kontaktům mezi Jakii a Španěly došlo roku 1533, kdy jejich území napadl conquistador Diego de Guzmán, Jakiové ho však dokázali odrazit. Po roce 1565 založil guvernér Francisco de Ibarra na území Jakiů pevnost a misijní stanici, misií mezi Jakii byli pověřeni františkáni a jezuité, kteří tento kmen po roce 1617 christianizovali. Jezuitské misie u Jakiů byly organizovány podobně jako známější misie v Paraguayi, indiáni se v nich nadále mohli věnovat tradičnímu způsobu života a byli organizováni do domobrany proti útokům mexických otrokářů. Tento systém se zhroutil v 18. století, kdy byli Jakiové vystaveni útokům koloniálních vojsk. K první válce mezi Jakii a Španěly došlo roku 1740. Další konflikty následovaly v 19. stol. po vyhlášení nezávislosti Mexika. Války, vyvolané zabíráním půdy a zotročování Jakiů ze strany mexických farmářů a vojáků, se táhly od roku 1825 až do roku 1929.
V letech 1825-33 bojovali proti Mexičanům Jakiové a sousední kmeny pod vedením náčelníka Juana Banderase. Válka byla pro indiány poměrně úspěšná, přestože Banderas byl roku 1833 zabit. Za Mexické revoluce se Jakiové stali spojenci Francouzů a císaře Maxmiliána proti Juarézovi. Známé byla i války náčelníka Kahe'emeho (Cajemeho) z let 1874 a 1882-1887, způsobená snahami mexického diktátora Porfiria Diaze o zotročení Jakiů a sousedních indiánských kmenů. Poté, co byl Kahe'eme mexickými vojáky roku 1877 zrádně zajat a zavražděn, bylo povstání tvrdě potlačeno. Represe však vyvolaly nový odpor Jakiů.
Následující válka z let 1896-1900 je známa také jako Nogalesské povstání. V této válce Jakiové podporovali povstalce vedené revolucionářem Laurem Aguirrem proti armádě prezidenta Diaze. Po porážce Aguirreho skončila válka mimořádně brutálními represemi. Vůdcové povstání byli popraveni a mnoho Jakiů i Pimů bylo odvlečeno na nucené práce na kávových a sisalových plantážích na Yucatánu. Jakiové, jimž se podařilo uniknout deportacím, uprchli do hor a značná část jich odešla na sever do Arizony. Roku 1916 došlo k ojedinělému střetu mezi Jakii a americkou kavalerií na hranicích Mexika a v letech 1927-29 došlo k posledním válečným akcím Jakiů proti Mexičanům.
V současné době žijí Jakiové v Mexiku i v Arizoně, kde se většinou věnují zemědělství. v Arizoně je centrem Jakiů městečko New Pascua poblíž Tucsonu. Potomkem Jakiů byl např. americký zpěvák Ritchie Valens, kytarista Tony Bellamo ze skupiny Redbones nebo ekologický aktivista Rod Coronado.

## Tradiční kultura

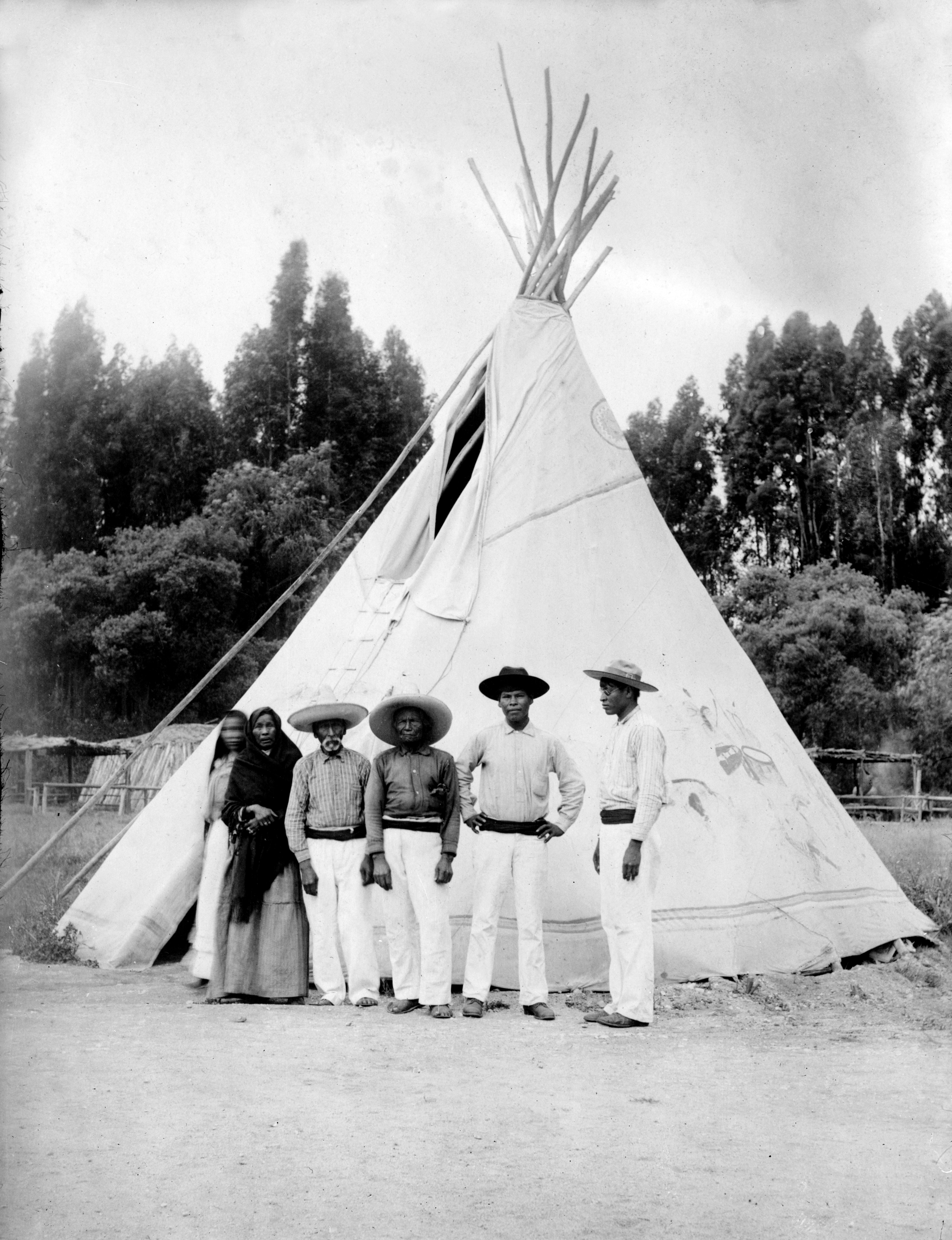
Jakiové v roce 1910

Jakiové žili tradičně na samotách zvaných rancherie, netvořili souvislé osídlení. Později v době jezuitské misie byli soustředěni v osmi větších osadách, označovaných ne zcela přesně jako puebla.
V záplavových oblastech kolem Rio Yaqui a jejích přítoků se dodnes věnují tradičnímu zemědělství, zaměřenému na pěstování kukuřice, fazolí, tykví, bavlníku a tabáku. Mimoto se věnovali i sběru planých rostlin, zvláště plodů kaktusů saguaro, opuncie a pitahaya. Významným zdrojem potravy byl také lov, zvláště jelenců, které pokládají za posvátné. K dalším loveným druhům patří králíci, pekari páskovaný a někteří ptáci, např. křepelové. Okrajový význam má rybolov a sběr jedlých měkkýšů. Od 16. století Jakiové chovají také koně, kozy, prasata a vzácně i skot.
Tradiční obydlí usedlých Jakiů představují hliněné nebo rákosové chýše s pravoúhlým půdorysem. Střecha jakijských chýší venku daleko přečnívá a vytváří charakteristické kryté zápraží zvané ramada (někdy je ramada řešena i pomocí samostatných přístřešků, přistavěných k chýši). Kočovně žijící Jakiové používali přístřešky z větví a trávy - wikiapy, nebo i stan připomínající týpí prérijních indiánů.
Sociální uspořádání Jakiů bylo demokratické, o většině důležitých událostí v životě komunity rozhodovala rada starších. V případě bojů si ze zkušených bojovníků volili válečného náčelníka.

## Náboženství a mytologie

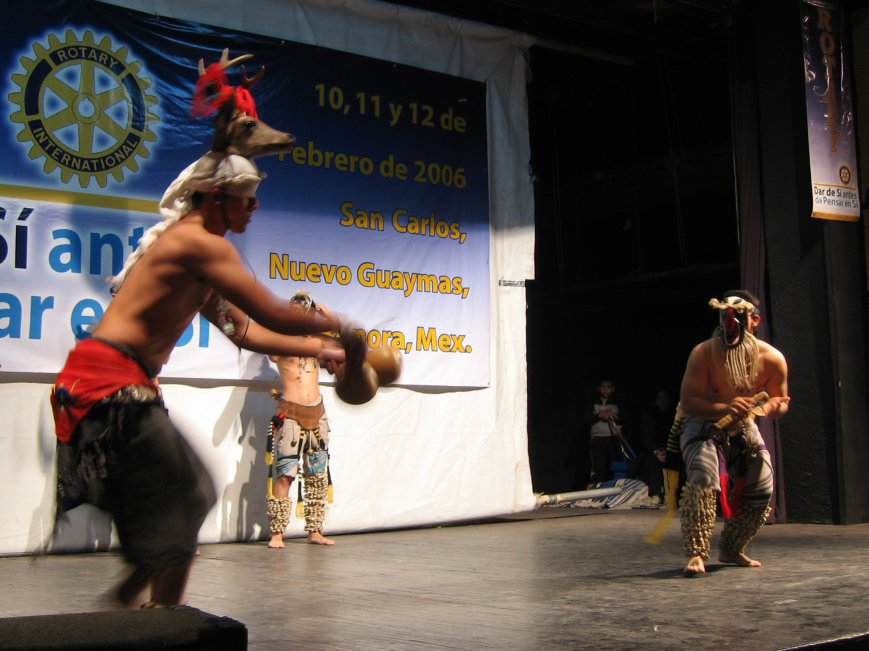
Jelení tanec Jakiů

Náboženské představy Jakiů mají výrazně synkretický charakter. Přestože byli Jakiové christianizováni již na konci 16. století, dokázali do katolického náboženství integrovat některé původní představy z předkolumbovského období. Jedná se např. o užívání halucinogenního kaktusu peyotlu nebo uctívání některých zvířat. Mezi uctívané druhy patří jelenec ušatý, představující nejvýznamnější lovnou zvěř Jakiů, ale také např. kojot, puma, chřestýš či orel. Jelenec byl vzýván v době Velikonoc rituálními písněmi a zvláštním jelením tancem (maso bwikam), který dodnes tančí tanečníci v maskách z vycpaných hlav jelenců. Známý je také kojotí tanec, který se tančí na pohřbech významných mužů.
Jakiové věří, že se svět dělí na pět paralelních vrstev: Pouštní svět, Tajemný svět, Svět květin, Svět snů a Temný svět, mezi nimiž dokáží procházet pouze šamani nebo čarodějové (brujos).
Z předkřesťanského období se udrželo uctívání bohyně země Yomumuli a víra v horské skřítky Suremy, kteří dokáží léčit nemoci a radit lidem. Tyto bytosti lze pokládat za obdobu pueblanských kačinů nebo apačských horských bytostí gahé. K dalším předkřesťanským božstvům patří např. Yuku, násilný a zlovolný bůh deště s jedním okem, nebo jeho zeť, bůh blesku Suawaka, který zabíjí vodní nestvůry. Z toho důvodu v pozdějším synkretickém náboženství Suawaka splývá s archandělem Michaelem. Mezi křesťanskými světci uctívají zejména Pannu Marii Guadalupskou, jejíž kult navazuje na uctívání předkolumbovských bohyní země a přírody.

## V populární kultuře
Podobně jako jiní severoameričtí indiáni byli také Jakiové zobrazeni v některých dobrodružných románech a westernových filmech. Mezi nejznámější westerny, v nichž vystupují Jakiové patří Zbraně pro San Sebastian (1968), kde jsou zobrazeni spíše negativně nebo Sto pušek (1969). Jelení tanec Jakiů je znázorněn ve filmu Sedm statečných (1960).